# J.W. White
J.W. White var troligen en engelsk sångförfattare och tonsättare under 1800-talets senare del.

## Sånger
- Jag ofta i mörker har famlat (i Frälsningsarméns sångbok 1990 anges kompositören som J.M. White, troligen en felstavning)
- Låt mig höra det berättas